# Atychodracon megacephalus
L'aticodracon (Atychodracon megacephalus) è un rettile marino estinto, appartenente ai plesiosauri. Visse all'inizio del Giurassico inferiore (Hettangiano, circa 200 milioni di anni fa) e i suoi resti fossili sono stati ritrovati in Inghilterra.

## Descrizione
Questo animale lungo circa 5 metri era dotato, come tutti i suoi simili, di un grosso cranio dotato di un'imponente dentatura costituita da denti aguzzi e lunghi. Il corpo era compatto, mentre le zampe erano trasformate in strutture simili a pagaie. Erano presenti cinque denti in ogni premascella, la quale era di forma leggermente spatolata. Vi erano 29-30 vertebre cervicali (compresi atlante ed epistrofeo) e circa 32 caudali. Le costole cervicali erano dotate di processi anteriori, mentre il margine preassiale dell'omero (leggermente più corto del femore) era dritto; l'ulna era più corta del radio, mentre tibia e fibula erano di lunghezza uguale.

## Classificazione
I primi fossili di questo animale furono descritti nel 1846 da Samuel Stutchbury, sotto il nome di Plesiosaurus megacephalus. L'esemplare tipo consisteva in uno scheletro completo, rinvenuto nei pressi di Street-on-the-Fosse nel Somerset, in Inghilterra, in terreni di poco posteriori al limite Triassico-Giurassico (Hettangiano). L'esemplare tipo venne conservato nel Bristol City Museum and Art Gallery durante la prima metà del secolo scorso, ma venne distrutto il 24 novembre del 1940 durante un bombardamento nella Seconda Guerra Mondiale. Tutto ciò che resta di questo scheletro sono alcune foto e alcuni calchi parziali. A questa specie sono stati attribuiti in seguito altri resti. 

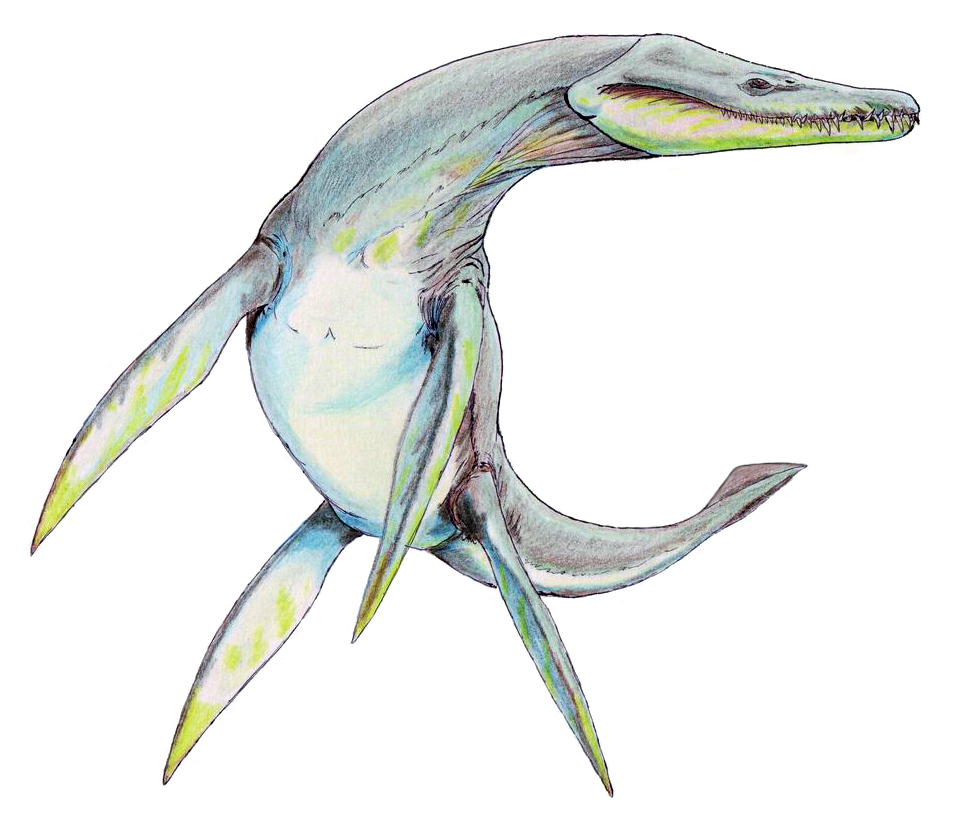
Ricostruzione di Atychodracon megacephalus

La specie "Plesiosaurus" megacephalus venne in seguito attribuita ad altri generi, tra cui Thaumatosaurus, Eurycleidus e Rhomaleosaurus. Solo nel 2015 una ridescrizione di questo taxon ha permesso di stabilire che esso apparteneva a un genere a sé stante, denominato quindi Atychodracon. Il nome significa "drago sfortunato", in riferimento alle disavventure dell'olotipo durante la Seconda Guerra Mondiale (Smith, 2015).
Atychodracon è un rappresentante arcaico dei romaleosauridi, il più antico gruppo di grandi plesiosauri predatori dalla testa grossa e dal collo corto. In particolare, le parentele di questo animale vanno ricercate in forme come Eurycleidus.